# جوان هينك
جوان هينك (بالإنجليزية: Joanne Henke)‏ هي متزحلقة أسترالية، ولدت في 5 نوفمبر 1958.

## وصلات خارجية
- جوان هينك على موقع أوليمبيديا (الإنجليزية)
- جوان هينك على موقع اللجنة الأولمبية الأسترالية (الإنجليزية)